# Ningyuansaurus wangi
Ningyuansaurus wangi es la única especie conocida del género extinto
Ningyuansaurus de dinosaurio terópodo ovirraptorosauriano basal, que vivió a principios del período Cretácico, hace aproximadamente 125 millones de años en el Barremiense, en lo que hoy es Asia. Sus restos fósiles han aparecido en la Formación Yixian, en la provincia de Liaoning, China. Se cree que es el más basal de los ovirraptorosaurianos, entre otras características por su largo cráneo y por tener más dientes que ningún otro.  El nombre genérico Ningyuansaurus se deriva de Ningyuan, un nombre antiguo para la ciudad de Xingcheng. El nombre específico honra a Wang Qiuwu, el propietario privado del espécimen que lo donó para estudio científico. El espécimen se encuentra actualmente en el Museo Confuciusornis en Xingcheng.
El único espécimen fósil conocido de N. wangi es notable por tener una gran cantidad de dientes en comparación con los oviraptorosaurianos más avanzados, pero los dientes en la parte posterior de la mandíbula superior, el hueso maxilar, aún se reducen en número en comparación con la mayoría de los otros terópodos no avialanos. El número reducido de dientes maxilares en Ningyuansaurus se comparte con los escansoriopterigidos y otros oviraptorosaurios basales como Incisivosaurus. Aunque el cráneo está mal conservado, el espécimen conserva al menos 14 dientes en la mandíbula inferior, el hueso dentario y 10 dientes en la mandíbula superior, cuatro en el premaxilar y seis en el maxilar. Los dientes estaban muy juntos y carecían de estrías. Los ojos eran relativamente grandes. El cráneo era generalmente de forma triangular pero más largo que otros oviraptorosaurianos basales como Caudipteryx, con una mandíbula inferior recta a diferencia de la mayoría de los otros oviraptorosaurianos.
Los brazos eran cortos, con el húmero más largos que los cúbitos. Las piernas eran largas y la parte superior de la pierna, el fémur era más larga que los huesos pélvicos. La cola era relativamente larga y se encontraron impresiones de plumas cerca de la punta. Se identificaron impresiones de plumas adicionales a lo largo del cuello. Se encontraron numerosas estructuras pequeñas de forma ovalada en la cavidad corporal del espécimen tipo, cada una de 10 milímetros o menos de diámetro. Estos pueden ser los restos de semillas, lo que indica que N. wangi era al menos parcialmente devorador de estas.